# Franco D'Achiardi
Franco D'Achiardi (12 aprile 1900 – 5 luglio 1980) è stato un compositore italiano.

## Biografia
Nel cinema italiano compose le colonne sonore di una quindicina di film dal 1940 al 1943 e dal 1952 al 1955, diretti tra gli altri da Riccardo Freda, Camillo Mastrocinque, Fernando Cerchio e Sergio Grieco. Nel 1944 firmò le musiche di Aeroporto, diretto da Piero Costa, col quale collaborò in altri due film. Fu compositore anche per alcuni cortometraggi, tra i quali La storia di ogni giorno, diretto da Mario Damicelli nel 1942, e Nascita di un trottatore diretto da Vittorio Carpignano nel 1955.

## Filmografia

### Colonne sonore
- La danza dei milioni, regia di Camillo Mastrocinque (1940)
- Don Cesare di Bazan, regia di Riccardo Freda (1942)
- La storia di ogni giorno, regia di Mario Damicelli (1942) – cortometraggio
- La casa senza tempo, regia di Andrea Forzano (1943)
- Aeroporto, regia di Piero Costa (1944)
- I morti non pagano tasse, regia di Sergio Grieco (1952)
- Non è vero... ma ci credo, regia di Sergio Grieco (1952)
- Lulù, regia di Fernando Cerchio (1953)
- Bertoldo, Bertoldino e Cacasenno, regia di Mario Amendola e Ruggero Maccari (1954)
- Foglio di via, regia di Carlo Campogalliani (1954)
- Tripoli, bel suol d'amore, regia di Ferruccio Cerio (1954)
- La barriera della legge, regia di Piero Costa (1954)
- Addio mia bella signora, regia di Fernando Cerchio (1954)
- La catena dell'odio, regia di Piero Costa (1955)
- Nascita di un trottatore, regia di Vittorio Carpignano (1955) – cortometraggio